# チャンチャ・ビア・スィルクイト
ペドロ・カナレ（Pedro Canale）は、アルゼンチン・大ブエノスアイレス都市圏出身の音楽プロデューサー、DJ、リミキサー。。チャンチャ・ビア・シルクイト（Chancha Vìa Circuito）という活動名で知られるブエノスアイレスを拠点に欧米各地で活動している。電子音楽とクンビアやアマゾン地方の音楽等、様々な音楽要素を融合させて新たなサウンドを創造し、ワールドミュージックのジャンルでも注目を集めている。

## 来歴
ブエノスアイレス郊外で生まれる。ブエノスアイレスでDJとして音楽キャリアを開始した。中南米各地の様々な民族音楽等を探求し、2005年からは電子音楽と各地の民族音楽等のアコースティックなサウンドやヴォーカルとを融合させた音楽の創作活動を続けている。音楽ジャンルは電子音楽やクンビアなどが挙げられる。
アメリカでは、NPRの音楽番組Alt.Latinoが、2010年以降、度々チャンチャビア・シルクイトの楽曲を紹介し、同番組のお気に入りアーティストの1人としている。

## ディスコグラフィー
ここの項目の主要ソース：

### フルアルバム
- Rodante (2008)
- Río Arriba (2010)[4]
- Los Pastores Mixtape (2010)
- Amansara (2014)[3][6]

### シングル & EP盤
- Bersa Discos (2008)
- Rodante (2008)
- Semillas EP (2012)
- Coplita  (2014)

### DJ Mixes
- Río Arriba Mixtape (2010)
- Mixtape Cumbiero - European Tour 2013 (2013)